# Cevat Güler
Cevat Güler (Perşembe, 3 dicembre 1959) è un allenatore di calcio turco, vincitore del campionato turco 2008 alla guida del Galatasaray.

## Palmarès

### Club
- Campionato turco: 1

Galatasaray: 2007-2008